# Maxwell-bóbitásantilop
A Maxwell-bóbitásantilop (Philantomba maxwellii) az emlősök (Mammalia) osztályának párosujjú patások (Artiodactyla) rendjébe, ezen belül a tülkösszarvúak (Bovidae) családjába és a bóbitásantilop-formák (Cephalophinae) alcsaládjába tartozó faj.
Korábban a Cephalophus nembe volt besorolva, Cephalophus maxwellii név alatt. Manapság az új Philantomba nemének a típusfaja.

## Előfordulása, élőhelye
A faj Nyugat-Afrikában honos antilopfaj. A faj megtalálható Benin, Burkina Faso, Elefántcsontpart, Gambia, Ghána, Guinea, Egyenlítői Guinea, Libéria, Nigéria, Szenegál, Sierra Leone és Togo területén. A nyirkos síkvidéki erdők, másodlagos erdők, galériaerdők és a környező szavannák lakója.

## Alfajai
- Philantomba maxwellii danei (Hinton, 1920)
- Philantomba maxwellii maxwellii (C. H. Smith, 1827)

## Megjelenése
A Maxwell-bóbitásantilop kis méretű antilopfaj, testhossza 63–76 cm, marmagassága 35–42 cm, farkának hossza 12–15 cm, testtöömege 5–10 kg.
Sima szőrzete palaszürke vagy szürkésbarna, nyakának és testének alsó részén világosabb árnyalatú. Pofájának rajzolata sokkal sötétebb, feje pedig szögletesebb, mint a kék bóbitásantilopé. Homloka és orrnyerge sötétbarna vagy szénfekete, melyet a szeme fölött kezdődő fehéres szürke csíkok szegélyeznek. Pofáján, közvetlenül a szeme előtt található szagmirigye rendkívül nagy méretű és feltűnő. Farka vékony, fehér szőrszálak szegélyezik. A rövid, hegyes szarv mindkét nemű egyednél megtalálható, a fülek között csaknem függőlegesen mered fel. A szerv a tövénél redőzött, hossza kb. 5 cm, a homlokán található sötétbarna bóbita gyakran elrejti.   

## Életmódja
A Maxwell-bóbitásantilop más bóbitásantilop-fajokhoz hasonlóan éjjeli életmódot folytat, óvatossága, félénksége miatt nehezen figyelhető meg. Járása általában egyenetlen, járása közben farkát legyezi. Ha megriasztják, egyből rejtőzködő helyére indul. Szoros kötelékben élő párokban él. A párok arcukon található szagmirigyeik váladékával jelölik meg területüket, melyet feltehetőleg védelmeznek, mivel a szomszédos párok területe általában nem nyúlik egymáséba. Az idegen egyedeket általában a területet birtokló ugyanolyan nemű egyed űzi el. Az együtt élő párok fejük összedörzsölésével általában egymást is megjelölik. Külön helyet használnak ürülékük elhelyezésére, ezekre a helyekre pontosan meghatározott csapások vezetnek az alvóhelyekről.

### Táplálkozása
Különféle gyümölcsöket, lágyszárú növényeket, cserjéket, friss hajtásokat és valószínűleg némi állati eredetű táplálékot is fogyaszt.

## Szaporodása
A borjak a két száraz évszakban januártól márciusig és augusztustól szeptemberig születnek. A nőstény 120 napos vemhesség után évente egy utódnak ad életet. Az újszülött borjú színe más bóbitásantilop-féléktől eltérően hasonlít a szüleiére. Súlya 710-954 g, nagyjából a felnőtt nőstény súlyának egy tizede. A fogságban tartott egyedek tíz évig is elélnek.

## Természetvédelmi helyzete
A Maxwell-bóbitásantilop nem veszélyeztetett státuszú, bár elsősorban a vadászat fenyegeti. Bár eredeti élőhelyének nagy része a mezőgazdasági területek terjeszkedése miatt átalakult, a faj gyorsan alkalmazkodott a szavannákon és a gazdasági területeken való életmódhoz.